# Neatostema apulum
Neatostema apulum é uma espécie de planta com flor pertencente à família Boraginaceae. 
A autoridade científica da espécie é (L.) I.M.Johnston, tendo sido publicada em Journal of the Arnold Arboretum 34(1): 6–7. 1953.

## Portugal
Trata-se de uma espécie presente no território português, nomeadamente em Portugal Continental.
Em termos de naturalidade é nativa da região atrás indicada.

## Protecção
Não se encontra protegida por legislação portuguesa ou da Comunidade Europeia.